# Sending My Love
A Sending My Love című dal az amerikai Zhané R&B duó 3 kislemeze a Pronounced Jah-Nay című 1994-ben megjelent stúdióalbumról. A dal a Billboard Hot R&B kislemezlistán az 5. helyig jutott, de felkerült több Billbaord listára is.

## Megjelenések
CD Naxi  Európa Motown – 860 235-2, Polygram – 860 235-2
1. Sending My Love (LP Version) 3:42
2. Sending My Love (Al's Edit) 4:15 Remix – Al "Baby Jesus" Eaton
3. Groove Thang (Kay Gee's Remix) 4:29 Remix – Kay Gee
4. Groove Thang (Maurice Club Mix) 7:40 Remix – Maurice Joshua

## Slágerlista
| Slágerlista (1994)                      | Legjobb helyezés |
| --------------------------------------- | ---------------- |
| U.S. Billboard Hot 100                  | 40               |
| U.S. Hot Dance Music/Maxi-Singles Sales | 16               |
| U.S. Hot R&B/Hip-Hop Singles & Tracks   | 5                |
| U.S. Rhythmic Top 40                    | 26               |

## Közreműködő előadók
- Produkció – Naughty by Nature
- Remixek – Cedeño, Al "Baby Jesus" Eaton, Larry Robinson, S.I.D., Soulfinga
- Írták – Naughty by Nature, Renee A. Neufville